# Hélder da Costa (Militär)

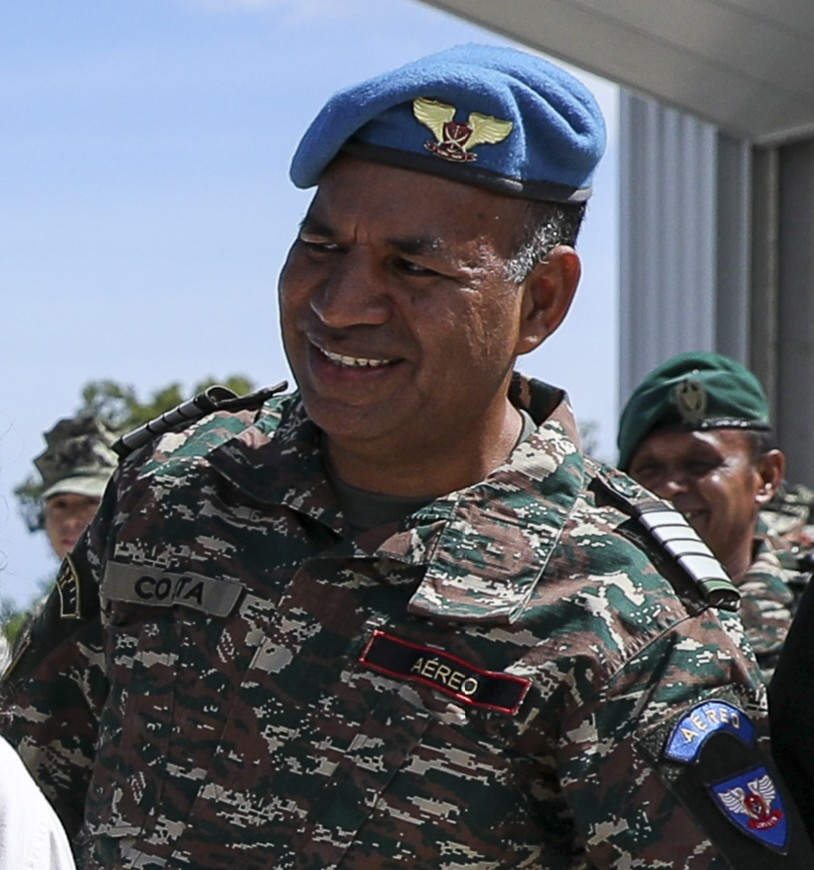
Colonel Hélder da Costa (2025)

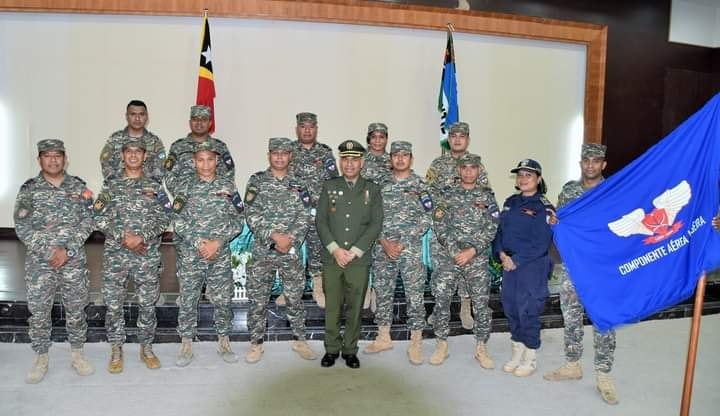
Hélder da Costa bei der Amtsübergabe zum Chef der Luftwaffe (2022)

Hélder da Costa ist ein Offizier der Verteidigungskräfte Osttimors (F-FDTL).
2021 absolvierte Costa den Kurs „Studien zu Verteidigungsstrategien“ der Australian Defence Force. Am 12. April 2022 erhielt er den Posten des Kommandanten der Komponente Aérea Leijeira, der Luftwaffe Osttimors. 2023 wurde Costa zum Oberst befördert.
Costa ist Träger der Medalha Halibur.